# 분석 여성주의
분석 여성주의 또는 분석 페미니즘(Analytical feminism)은 분석적 개념과 방법을 여성주의 문제에 적용하고, 전통적으로 분석철학자들이 관심을 가져왔던 문제에 여성주의 개념과 통찰을 적용하는 철학의 한 계열이다. 모든 여성주의자와 마찬가지로 분석 여성주의자도 성 차별주의와 남성중심주의를 인식하고 이에 맞서 싸울 것을 주장한다.

## 역사
“분석 여성주의”라는 용어는 1990년대 초 매사추세츠 로웰 대학에 분석 여성주의 협회가 열리던 때로 거슬러 올라간다. 이는 분석 여성주의에 관한 문제를 논의하고 검토하는 기회로 사용되며, 부분적으로는 포스트모더니즘과 포스트구조주의의 더 널리 퍼진 영향을 대조하고, 또한 분석철학이 본질적으로 또는 회복 불가능하게 남성 편향적이지 않음을 입증하는 기회로 사용된다. 분석 여성주의자들은 진실, 이성, 객관성, 선택의지, 자율성과 같은 특정 핵심 개념을 회복하려고 시도했다. 왜냐하면 그것들은 규범적으로 설득력이 있을 뿐만 아니라 어떤 면에서는 여성을 해방시키고 권한을 부여하기 때문이다. 분석 여성주의는 이러한 개념에 국한되지 않고 언어 철학, 인식론, 형이상학, 과학 철학과 같은 분석 철학의 역사적 영역에 기여해 왔다.
1995년 미국 철학잡지 하이파티아(Hypatia)는 주류 영미 분석 맥락과 페미니스트 철학적 입장 범위에서 분석 여성주의의 의미를 명확히 하는 특별호를 발행했다. 이번 호에서 당시 캔자스 대학교의 앤 커드(Ann Cudd), 로스앤젤레스 캘리포니아 주립 대학교의 앤 게리(Ann Garry), 워싱턴 대학교의 린 핸킨슨 넬슨(Lynn Hankinson Nelson)과 같은 저자들은 분석 여성주의가 일반적으로 분석 여성주의뿐만 아니라 분석적 측면에서도 인식되지 않고 다소 평가절하된다고 제안했다. 철학자뿐만 아니라 학문적 페미니스트 의제도 마찬가지이다. 분석 철학과 여성주의의 하위 범주로 간주되는 분석 여성주의는 두 분야의 철학적 전통을 인정하는 동시에 해당 분야 내에서 중요한 문제를 해결한다.